# Corbulella maderensis
Corbulella maderensis är en mossdjursart som först beskrevs av Campbell Easter Waters 1898.  Corbulella maderensis ingår i släktet Corbulella och familjen Calloporidae. Inga underarter finns listade i Catalogue of Life.